# Villa Mugueta
Villa Mugueta es una localidad del departamento San Lorenzo, provincia de Santa Fe, República Argentina. Se ubica a 230 km de la ciudad de Santa Fe, a 60 km de Rosario y a 35 km de Casilda.

## Generalidades
Villa Mugueta cuenta con servicio de agua potable, telefonía fija, celular, dos sistemas de Internet, cloacas, dos farmacias, un SAMCO integrado, servicio de ambulancia comunal, una clínica las 24 h del día, médicos privados, cerealeras, sucursal bancaria de Banco Credicoop, almacenes tipo mini súper y convencionales.
Esta localidad, con su ambiente tranquilo y familiar, reúne condiciones que le hacen apta como lugar de descanso para los habitantes de las grandes ciudades vecinas, como Rosario o la misma Buenos Aires. En los últimos años personas provenientes de las mismas han adquirido casas para arreglarlas y llegar los fines de semana o bien instalarse en forma fija.

## Historia
Cuando apenas comenzaba el siglo XX, Miguel Mugueta -un pamplonés que llegó a la Argentina para empezar "desde abajo"- compró las tierras que hoy forman el distrito del pueblo. Pero antes de que se conformara su traza en la zona ya estaban los asentamientos de Pueblo Barlett y Maizales. Las tres urbanizaciones pugnaron por su consolidación con distinta suerte, Villa Mugueta terminó imponiéndose a los otros caseríos porque su fundador tuvo la actitud visionaria de lotear los predios a muy buen precio. "Quería formar un pueblo y el gobierno de Santa Fe autorizó los planos el 3 de marzo de 1916".
La determinación gubernamental dejó algunas heridas abiertas porque a ocho kilómetros de Mugueta, la estación Maizales tenía vida propia desde 1890 y se había convertido en el mayor centro de carga del Ferrocarril Central Argentino, que unía Córdoba con Buenos Aires. Pero a pesar de las expectativas el futuro promisorio nunca llegó y el lugar fue declinando a la sombra de la incipiente villa de Miguel Mugueta.
Sobre el hecho hay dos versiones, una anécdota popular da cuenta de que en una incursión nocturna y a caballo alguien se llevó los libros de la Comisión de Fomento de Maizales, sin embargo el informe oficial dice que las actas se trasladaron con todas las de la ley. "Algunos vecinos de Maizales no querían que les sacaran la comuna, pero hubo un acto eleccionario y ganó Villa Mugueta", contó Pasquinelli, quien dijo que por entonces, los comicios eran convocados por la llamada Junta de Mayores Contribuyentes.
Pero más cerca aún que Maizales -vías de por medio de lo que después fue Mugueta- y desde fines del siglo XIX se levantaba el caserío de Barlett, que llevaba el nombre de los dueños de las tierras, una familia inglesa que en 1850 había colonizado el lugar. A pesar de que el pueblo iba tomando forma tampoco llegó a cuajar como núcleo urbano y diluyó su identidad en la lindera villa que estaba levantando el pionero español.

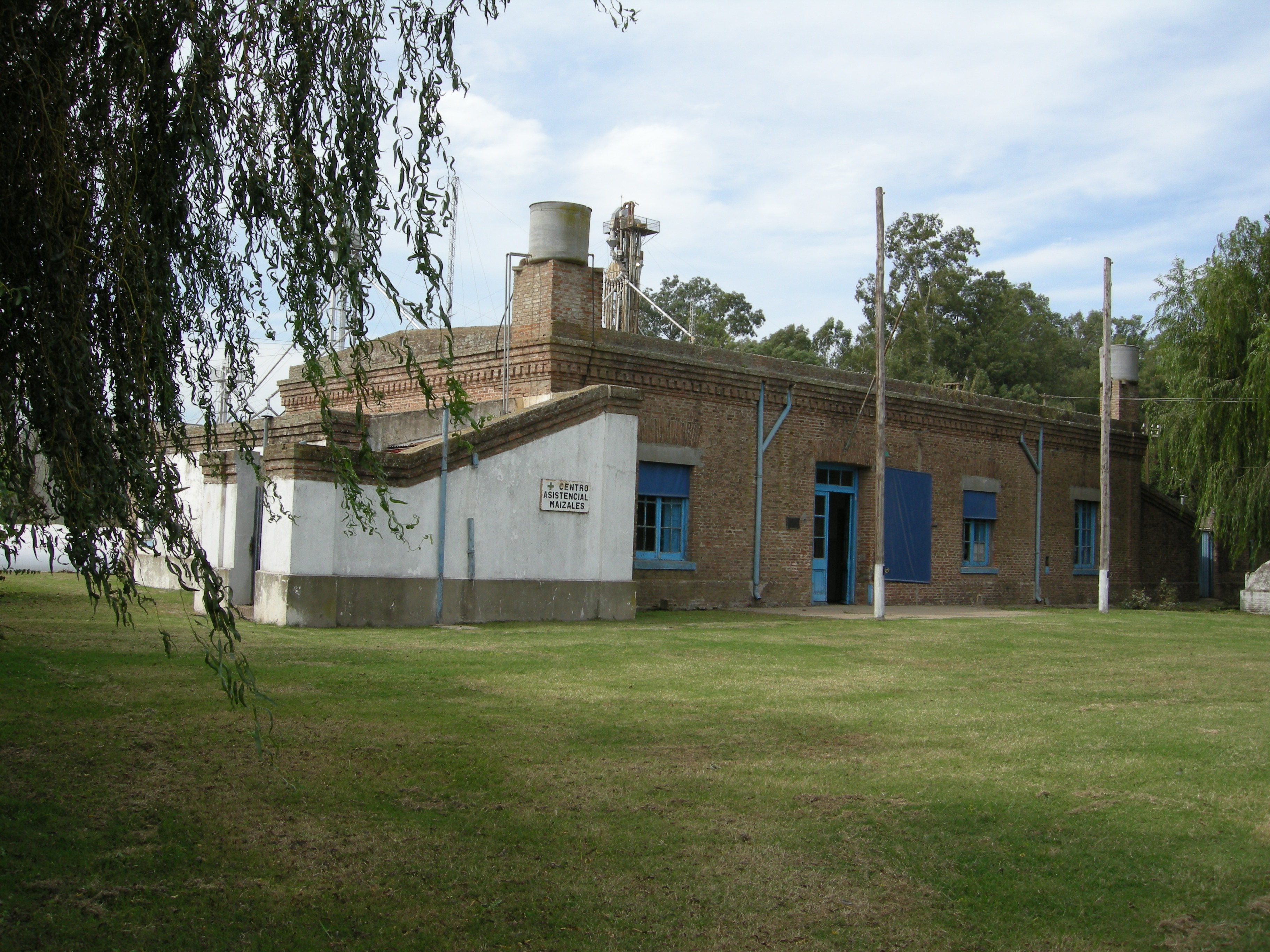
Estación de trenes de Maizales.

En opinión de los vecinos, Villa Mugueta se caracterizó desde un principio por su vida social. Así surgieron las instituciones para tener "nuestra patria en la Argentina". La Sociedad Española se cristalizó en 1925 a partir de las llamadas romerías, precursoras de las fiestas de colectividades que se celebraban cada 12 de octubre. La construcción de su sede tuvo entre los primeros contribuyentes al propio Miguel Mugueta.
La Sociedad Italiana de Socorros Mutuos -que lleva el nombre de Ingeniero Guillermo Marconi- surgió en 1934 por iniciativa de una colectividad entusiasta. De sus primeras actividades se recuerdan las fiestas de carnaval, cuando se instalaba una carpa de lona con piso de madera en los terrenos del ferrocarril.
Además fue la sede del primer cinematógrafo del pueblo. "Aún no había proyecciones sonoras y a cada escena de las películas, la sucedía un cuadro con el texto escrito", evocó Pasquinelli. Los recuerdos también incluyen las famosas ravioladas del 20 de septiembre, las tarantelas, los partidos de bochas y las carreras de trote, entre otras.
Por su parte, la presencia de los inmigrantes croatas se ha manifestado institucionalmente a través de la creación de Sociedad Croata de Socorros Mutuos, que se declara a sí misma como "la primera agrupación de croatas en Sudamérica". La larga vida institucional incluye visitas de embajadores y de equipos de fútbol de la ex-Yugoslavia y de la actual República de Croacia.
Entre las instituciones con peso histórico, también se encuentra el Club Atlético Eduardo Hertz, que en 1923 nació con el nombre de Mugueta pero luego tomó el nombre de una de las familias colonizadoras. Según el libro "Villa Mugueta cuenta su historia", en 1940 un fuerte impacto detuvo por un tiempo la marcha del club, cuando fue asesinado su presidente, Julio Domínguez.
En el libro editado por la subcomisión juvenil del banco Credicoop también se evocan los bailes de conscriptos, fiestas populares en las que no faltaba alegría, buenos deseos, algún romance y la incertidumbre de ir o no a la colimba. El texto rescata la anécdota de cuando la clase de 1923 no logró ponerse de acuerdo y realizó dos bailes: el de los cuello duro y el de alpargatas, según la condición económica de cada participante.

## Accidente en Mugueta del vicecomodoro Marambio
Las noticias nacionales, internacionales y regionales, comentaron el trágico accidente aéreo de Villa Mugueta, que dejó estupefactos a los integrantes de la Fuerza Aérea, a los vecinos y también a los exalumnos y alumnos pertenecientes a la localidad, “donde perdió la vida, la mañana del 12 de noviembre de 1953 el vicecomodoro Gustavo Argentino Marambio” y sus compañeros. Posteriormente se conocieron más datos de “este pionero de la Fuerza Aérea que había sobrevolado la Antártida Argentina, en 1951, donde una base lleva su nombre”. 
La Fuerza Aérea Argentina manifestó su inquietud por unir el territorio antártico con el continente a mediados del siglo XX. En 1951, el vicecomodoro Gustavo Argentino Marambio realizó las primeras exploraciones aéreas, al sobrevolar la Bahía Margarita (en el sector noroeste de la Península Antártica). En 1952 siendo el jefe del Estado Mayor de la Fuerza Aérea de Tareas Antárticas, sobrevoló nuevamente el Sector Antártico Argentino, estudiando posibles lugares de aterrizaje. Pero el 12 de noviembre de 1953, el trágico accidente aéreo ocurrido en Mugueta, puso fin a sus sueños. Marambio había nacido en Río Cuarto (Córdoba) el 21 de septiembre de 1918, y en su homenaje se le dio a partir de 1956 el nombre "Vicecomodoro Marambio" a la isla hasta entonces llamada "Isla de Seymour" nombre de un marino inglés que frecuentó la zona a fines del siglo XIX.
La desaparición física del vicecomodoro Marambio, fue muy lamentada, pero las bases para la "conquista" del "desierto blanco" habían quedado delineadas. y en la década del '60 la Fuerza Aérea Argentina localizó una zona apta para habilitar una pista de aterrizaje. La pista era necesaria para favorecer la operación continua de aviones grandes y con tren de aterrizaje convencional (con ruedas) y no con esquíes. 
Una exposición antártica, con elementos cedidos por la Fundación Marambio acompañada por varias conferencias explicativas ofrecidas a los visitantes durante quince días en la Sede Cultural de la Comuna local, fue el modo de recordar los 55 años del espectacular accidente entre dos aviones, sobre un campo de Villa Mugueta, que le costó la vida a Marambio y a sus compañeros. Estos actos fueron declarados de Interés Nacional por Resolución N.º 1345/08 de la Secretaría General de la Presidencia de la Nación y de Interés Provincial por Decreto N.º 2375/08 del Gobierno de la Provincia de Santa Fe, con el fin de recordar a uno de los pioneros de la “construcción del puente con la Antártida Argentina y para concientizar sobre la importancia del cuidado del planeta, para nosotros y para las generaciones futuras”.
Diversas fuentes consultadas, indican que el vicecomodoro Gustavo Argentino Marambio, "pereció junto a 19 personas debido a un rozamiento entre dos aviones, que volaban a más de mil metros de altura". Este luctuoso accidente habría ocurrido a las 9.20, en lotes de la Estancia India Muerta, situada a 12 km de Villa Mugueta, hoy llamado Campo de las Cruces, vecino de la jurisdicción de Maizales, Departamento San Lorenzo Provincia de Santa Fe.
Los aviones siniestrados eran de la Fuerza Aérea Argentina. "El bimotor Havilland Dove, matrícula T-82, procedente de la Iª Brigada Aérea de El Palomar, provincia de Buenos Aires, volaba hacia el norte y el trimotor Junkers Ju-52, matrícula T-159, procedente de la Escuela de Aviación Militar de Córdoba, en dirección contraria, rozándose ambos en pleno vuelo".
Como consecuencia de ello el Dove perdió un ala, y no obstante los esfuerzos que habría realizado el piloto para tratar de mantener la estabilidad de la máquina, en contados instantes, entró en tirabuzón y se precipitó a tierra en un maizal, donde sus motores penetraron a dos metros de profundidad.
"El Comandante y piloto del avión Dover era el Vicecomodoro Gustavo Argentino Marambio y el resto de la tripulación estaba integrada por el copiloto Tomás Eduardo García; el mecánico, Edgardo Rodríguez, y como pasajeros José María Mallol, Ricardo Norman Gil y otras tres personas de las cuales, en su momento, sólo se conocieron sus apellidos: Cripon, Rudovisky y Jurgin. También el piloto del Junkers habría intentado hacerlo planear con el fin, de lograr el aterrizaje, pero el avión perdía altura. A solo 500 m del suelo entró en picada, estalló envuelto en llamaradas y las partes metálicas de su estructura fueron despedidas a más de 100 m del lugar.Ambos aviones precipitados estaban separados por una distancia 1,5 km .
Del avión Junkers perdieron la vida el piloto Andrés Valeiras Vacarezza, César José Bochis, Humberto Juan Mini, Juan Andrés Zorzoni, Antonio Nicolás Barrionuevo, Raúl Alberto Mones Ruiz, Jorge Dante Duarte, Rómulo Nicucci, René Omar Rosas -todos militares- y los civiles Jorge Eduardo Tizeira, María Angélica Balley Tizeira y Marta Tizeira".
En 2003, a cincuenta años de este siniedtro, en el terreno que se encuentran sobre la ruta Provincial 14, en el acceso Sudoeste de esta localidad, lugar donde se enterraron los restos de los dos aviones siniestrados, "la Comuna de Villa Mugueta, con la participación del Liceo Nacional de Aeronáutica y la colaboración de la Fundación Marambio, construyó un monumento en memoria del aviador desaparecido y sus compañeros".
En 2004, en conmemoración del aniversario de su paso a la inmortalidad, le dieron al jardín de infantes N.º 177 el nombre de "Vicecomodoro Gustavo Argentino Marambio". 
Aún permanece en la memoria colectiva, el recuerdo de aquel accidente, algunos de cuyos testigos aún viven en Mugueta y zonas vecinas.

## Parajes
- Colonia Cora
- Colonia Fuentes
- India Muerta
- Maizales